# 郗杰英
郗杰英（1952年—），汉族，中华人民共和国政治人物，中国青少年研究中心主任、党组书记，第十一届全国政协委员。
2008年，当选第十一届全国政协委员，代表中国共产主义青年团，分入第十六组。并担任提案委员会专委。